# 소니 태블릿
소니 태블릿(영어: Sony Tablet)은 소니에서 개발한 안드로이드 태블릿이자 관련 브랜드이다. 첫 번째 모델은 원래 구글의 운영 체제인 안드로이드 3.1 허니콤을 실행했지만 최신 모델은 안드로이드 4.1.2 시스템에서 작동한다. 첫 번째 모델은 2011년 4월 26일 소니 IT 모바일 미팅에서 소니가 코드명을 사용하여 비공식적으로 발표했다. 터치스크린, 카메라 2대(후면 5MP, 전면 0.3MP), 적외선 센서, 와이파이가 특징이다. 또한 플레이스테이션 스위트, DLNA를 지원하며 3G/4G와 호환된다. 출시 당시 미국 소매가는 499~599달러였다. 유럽에서는 가격이 499유로였다. 사용 가능한 앱의 수를 늘리고 태블릿 모두에 대한 마케팅 지원을 제공하기 위해 소니와 어도비 시스템즈는 앱 개발자를 대상으로 $200,000 상당의 대회를 개최할 예정이다. 이 시리즈는 2011년 8월 31일 베를린과 도쿄에서 공식적으로 출시되었다. 이 시리즈의 최신 제품은 엑스페리아 Z4 태블릿이다.

## 같이 보기
- 소니 엑스페리아
- 아이패드